# Georgs Kerlins
Georgs Kerlins (* 1973) ist ein Offizier der lettischen Streitkräfte im Range eines Generalmajors. Seit August 2024 dient er als Stabschefs der Lettischen Nationalen Streitkräfte. Zuvor war er ab 2017 einer der zwei stellvertretenden Stabschefs und später Vertreter seines Heimatlandes beim SHAPE.

## Leben
Im Jahr 1991 absolvierte Georgs Kerlins seinen Schulabschluss an einem Sportinternat in Riga.

### Militärische Laufbahn
Im Jahr 1992 schloss sich Kerlins als Kadett den im Neuaufbau befindlichen Streitkräften seines Heimatlandes an. Nach Abschluss seiner Offiziersausbildung diente er dort zunächst auf verschiedenen Posten bei der Nationalgarde und den Landstreitkräften.
In den Jahren 2003 bis 2004 besuchte er einen Stabsoffizierskurs am Baltic Defence College in Tartu (Estland). Seit Juli 2008 war er dort selbst als Dozent am tätig. Im Rang eines Oberstleutnants wurde er 2015 zum Kommandanten der lettischen Militärakademie ernannt. Auf diesem Posten, den er bis zum 8. September 2017 ausübte, wurde er zum Oberst befördert. Nach seinem Wechsel auf den Posten des stellvertretenden Stabschefs wurde er am 7. November 2018 zum Brigadegeneral befördert. Nachdem er zeitweise Vertreter seines Heimatlandes beim SHAPE gewesen war, übernahm er am 1. August 2024, in der Nachfolge von Andis Dilāns, den Posten des Stabschefs der Lettischen Nationalen Streitkräfte. Auf diesem wurde er im Februar 2025 zum Generalmajor befördert.

## Auszeichnungen
|  | Offizier des Westhard-Ordens (2007) |